# Comuna Makarovo, Muncaci
Makarovo (în ucraineană Макарьово) este o comună în raionul Muncaci, regiunea Transcarpatia, Ucraina, formată din satele Barbovo și Makarovo (reședința).

## Demografie
Componența lingvistică a comunei Makarovo
     Ucraineană (97,78%)
     Alte limbi (2,19%)
Conform recensământului din 2001, majoritatea populației comunei Makarovo era vorbitoare de ucraineană (97,78%), existând în minoritate și vorbitori de alte limbi.